# Cueva de los Verdes

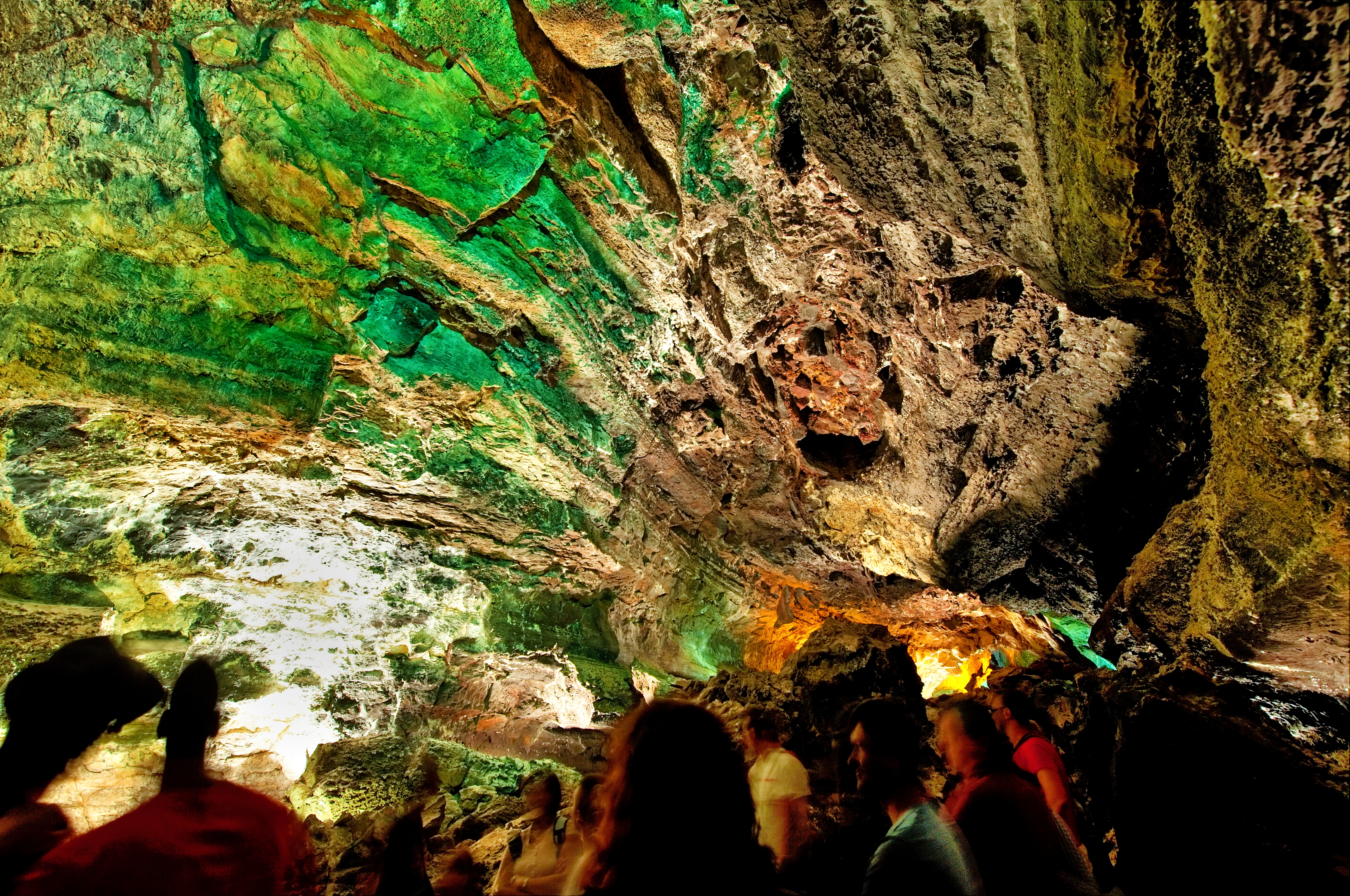
Interior

La cova de los Verdes és una cova que forma part del tub volcànic situat al nord de l'illa de Lanzarote, concretament prop del municipi d'Haría, de les Illes Canàries. Es va formar durant l'erupció del volcà de La Corona fa aproximadament 5.000 anys (erupció anterior a la del Timanfaya), quan les laves molt fluides van descendir per sota de les laves més compactes, creant així una gran cavitat allargada. El tub té una longitud total de 7 quilòmetres des del volcà Corona fins a la costa, i prolonga el seu recorregut sota el mar en el conegut com a túnel de l'Atlàntida durant 1.500 metres: és així considerat el túnel de lava més llarg del món (ja que el nivell del mar durant l'última glaciació estava a 80 metres per sota del nivell actual).
A la part més propera a la costa del tub volcànic hi ha els Jameos del Agua.
La cova va ser utilitzada per la població local per a refugiar-se dels atacs dels corsaris que periòdicament assolaven l'illa, i va rebre el nom de cueva de los Verdes pel fet que la família Verdes era la propietària de les terres en què es trobava la cova.
L'any 1964 es van realitzar intervencions d'il·luminació a l'interior de la gruta per tal que pogués ser visitada. Des de llavors forma part de la xarxa d'Art, Cultura i Turisme que pertany al Cabildo de Lanzarote. En el seu interior hi ha un auditori i racons denominats com la sala de las estetas, la garganta de la muerte o la puerta mora. També s'hi poden trobar estalactites de lava, i línies que indiquen els nivells de lava.
A la cova es troba també el nucli principal de l'estació geodinàmica de Lanzarote.